# Ян Островски
Ян Ю̀лиуш Остро̀вски (на полски: Jan Juliusz Ostrowski) е полски историк на изкуството, професор, дългогодишен научен работник в Института за история на изкуствата в Ягелонския университет, директор на Кралския замък в Краков и председател на Полската академия на знанията от 2018 година.

## Трудове
- Anton van Dyck (1981)
- Arte popolare polacca (1981)
- Piotr Michałowski (1985)
- Pięć studiów o Piotrze Michałowskim (1988)
- Kraków (1989)
- Lwów. Dzieje i sztuka (1997)
- Wawel. Zamek i katedra (1997)
- Kresy bliskie i dalekie (1998)
- Podhorce. Dzieje wnętrz pałacowych i galerii obrazów (2001)
- Wielka encyklopedia malarstwa polskiego (2011)
- Barok – romantyzm – kresy  (2017)